# Kulti
Kulti là một thành phố và khu đô thị của quận Barddhaman thuộc bang Tây Bengal, Ấn Độ.

## Địa lý
Kulti có vị trí 23°44′B 86°51′Đ / 23,73°B 86,85°Đ Nó có độ cao trung bình là 114 mét (374 feet).

## Nhân khẩu
Theo điều tra dân số năm 2001 của Ấn Độ, Kulti có dân số 290.057 người. Phái nam chiếm 53% tổng số dân và phái nữ chiếm 47%. Kulti có tỷ lệ 62% biết đọc biết viết, cao hơn tỷ lệ trung bình toàn quốc là 59,5%: tỷ lệ cho phái nam là 70%, và tỷ lệ cho phái nữ là 52%. Tại Kulti, 12% dân số nhỏ hơn 6 tuổi.